# Loch Arkaig
Il Loch Arkaig è un lago (loch) di 16 km² della Scozia nord-occidentale, situato nell'area del Lochaber (Highland).
Tra le località che si affacciano sul lago, figurano i villaggi di Achnacarry e Strathan. Suoi immissari sono i fiumi Dessarry e Pean e suo emissario è il fiume Arkaig.

## Geografia
Il Loch Arkaig è collegato al Loch Lochy tramite il fiume Arkaig.

## Storia

### Il tesoro del Loch Arkaig
Il Loch Arkaig fu - secondo quanto si tramanda - il luogo, dove, nel 1746, i Giacobiti nascosero un carico di monete d'oro consegnato loro dai Francesi, noto appunto come il "tesoro del Loch Arkaig" e mai ritrovato.

## Galleria d'immagini

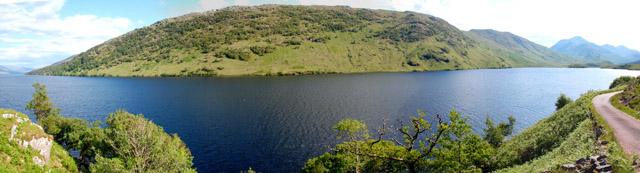
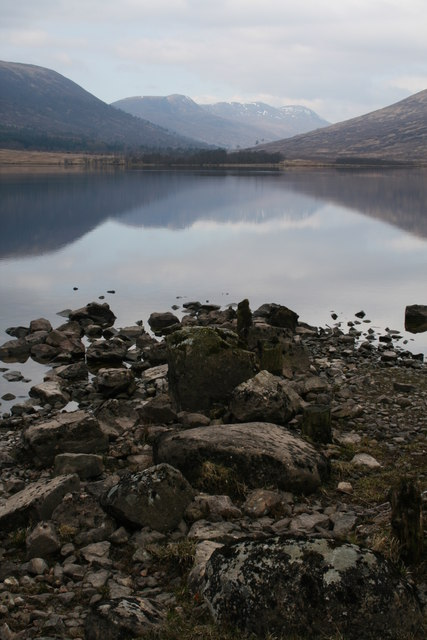
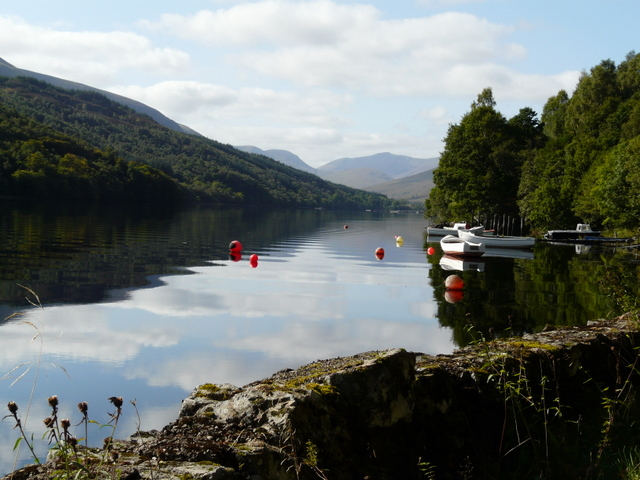
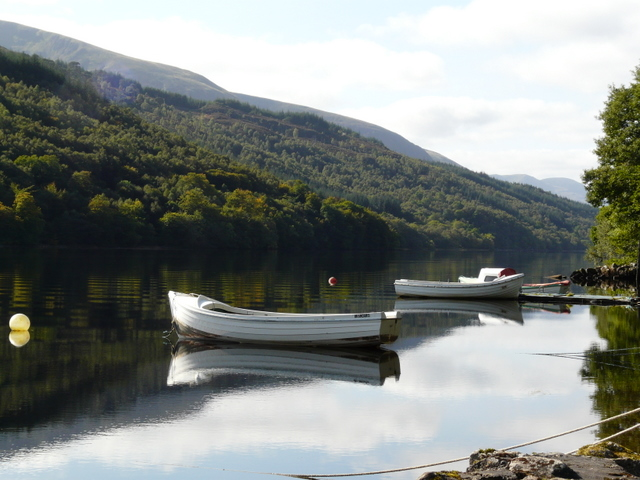